# Lucia Puttrich

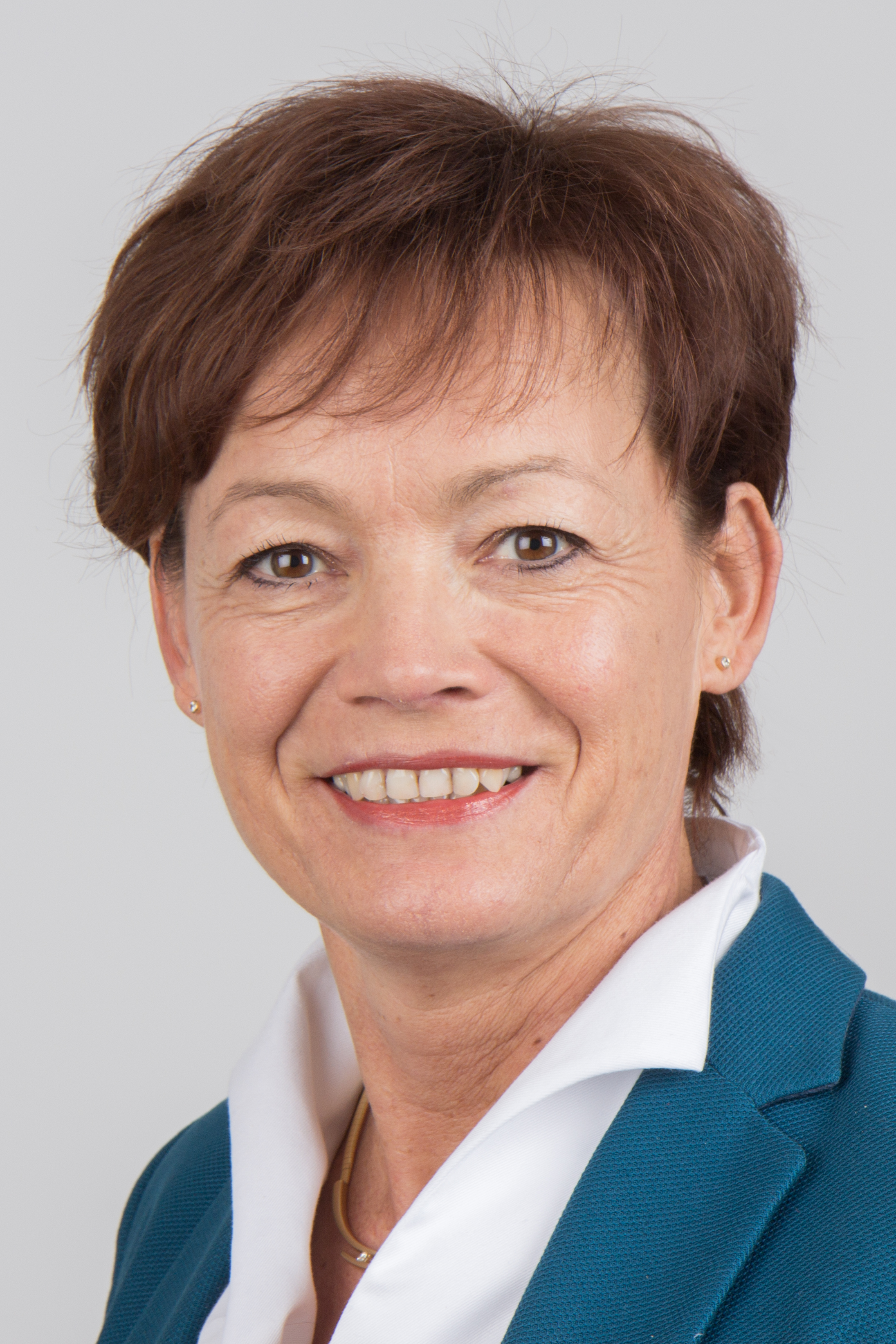
Lucia Puttrich (2016)

Lucia Puttrich (* 11. April 1961 in Gießen) ist eine deutsche Politikerin (CDU). Sie war von 2014 bis 2024 Hessische Ministerin für Bundes- und Europaangelegenheiten und Bevollmächtigte des Landes Hessen beim Bund, zuvor von 2010 bis 2014 Hessische Ministerin für Umwelt, Energie, Landwirtschaft und Verbraucherschutz. Von 1995 bis 2009 war Puttrich Bürgermeisterin der Stadt Nidda und von September 2009 bis September 2010 Mitglied des Deutschen Bundestages. Von 2014 bis 2024 war sie zudem Abgeordnete im Hessischen Landtag.

## Lebenslauf
Lucia Puttrich ist eine Tochter des CDU-Politikers Arnold Spruck. Sie studierte nach ihrem Abitur am Gymnasium Nidda zunächst Rechtswissenschaft an der Julius-Maximilians-Universität Würzburg, bevor sie in Gießen ihr Studium der Betriebswirtschaftslehre an der Fachhochschule Gießen-Friedberg begann. Nach dem Abschluss 1986 als Diplom-Betriebswirtin arbeitete sie im elterlichen Handwerksbetrieb, bevor sie 1988 in die Geschäftsleitung eines mittelständischen papierverarbeitenden Unternehmens wechselte.
Sie ist römisch-katholisch, verheiratet und Mutter von zwei erwachsenen Töchtern.

## Politische Laufbahn
1977 trat Puttrich in die CDU ein. 1985 wurde sie in die Stadtverordnetenversammlung der Stadt Nidda gewählt und gehörte ihr zehn Jahre an. In dieser Zeit war Puttrich mehrere Jahre im Ortsbeirat aktiv. Am 22. Januar 1995 wurde sie in einer Direktwahl als Nachfolgerin von Helmut Jung (SPD) zur Bürgermeisterin der Stadt Nidda gewählt. In zwei weiteren Direktwahlen konnte sie ihr Amt verteidigen.
Puttrich ist seit 1999 Mitglied im Bundesvorstand der Kommunalpolitischen Vereinigung der CDU Deutschlands und stellvertretende Landesvorsitzende in Hessen. 2006 wurde sie zur Kreisvorsitzende der CDU Wetterau und zur Kreistagsabgeordneten gewählt. Seit 2002 gehört sie dem Präsidium der CDU Hessen an, 2010 wurde sie deren stellvertretende Landesvorsitzende. Bis 2024 gehörte sie auch dem CDU-Bundesvorstand an.
Lucia Puttrich war von 2001 bis 2009 im turnusmäßigen Wechsel Präsidentin bzw. Vizepräsidentin des Hessischen Städte- und Gemeindebundes.
Von 2010 bis 2014 war sie hessische Umweltministerin im Kabinett Bouffier I.
Bei der Landtagswahl in Hessen 2013 erhielt sie ein Mandat über einen Listenplatz der Partei. Im Kabinett Bouffier II wurde sie am 18. Januar 2014 zur Staatsministerin für Bundes- und Europaangelegenheiten ernannt.
Bei der Landtagswahl in Hessen 2018 errang sie mit 29,4 Prozent der abgegebenen Stimmen das Direktmandat im Wahlkreis 26 (Wahlkreis Wetterau II). Im Kabinett Bouffier III wurde sie am 18. Januar 2019 erneut zur Staatsministerin für Bundes- und Europaangelegenheiten ernannt. Dieses Amt hatte sie ab dem 31. Mai 2022 auch im Kabinett Rhein I inne. Im Zuge der Bildung des Kabinetts Rhein II schied sie am 18. Januar 2024 aus dem Ministeramt aus.
Bei der Landtagswahl in Hessen 2023 kandidierte sie nicht erneut und schied somit mit der konstituierenden Sitzung des 21. Hessischen Landtags am 18. Januar 2024 aus dem Landtag aus. Ihr Nachfolger als Wahlkreisabgeordneter wurde Patrick Appel (CDU).
2024 erhielt sie den Hessischen Verdienstorden.

## Deutscher Bundestag
Am 21. November 2008 wurde sie zur Bundestagskandidatin der CDU für den Wahlkreis Wetterau nominiert. Am 27. September 2009 wurde sie mit 41,0 % für den Wahlkreis Wetterau in den 17. Deutschen Bundestag gewählt.
Im Deutschen Bundestag war Lucia Puttrich ordentliches Mitglied im Ausschuss für Wirtschaft und Technologie sowie im Ausschuss für Ernährung, Landwirtschaft und Verbraucherschutz. Zudem war sie stellvertretendes Mitglied im Rechtsausschuss. Nach ihrem Amtsantritt als hessische Umweltministerin verzichtete sie als direkt gewählte Abgeordnete am 3. September 2010 auf ihr Mandat.

## Politische Positionen
Lucia Puttrich unterstützt das Transatlantische Freihandelsabkommen und bezieht öffentlich Stellung gegen dessen Kritiker.